# Alfabeto sudarábigo

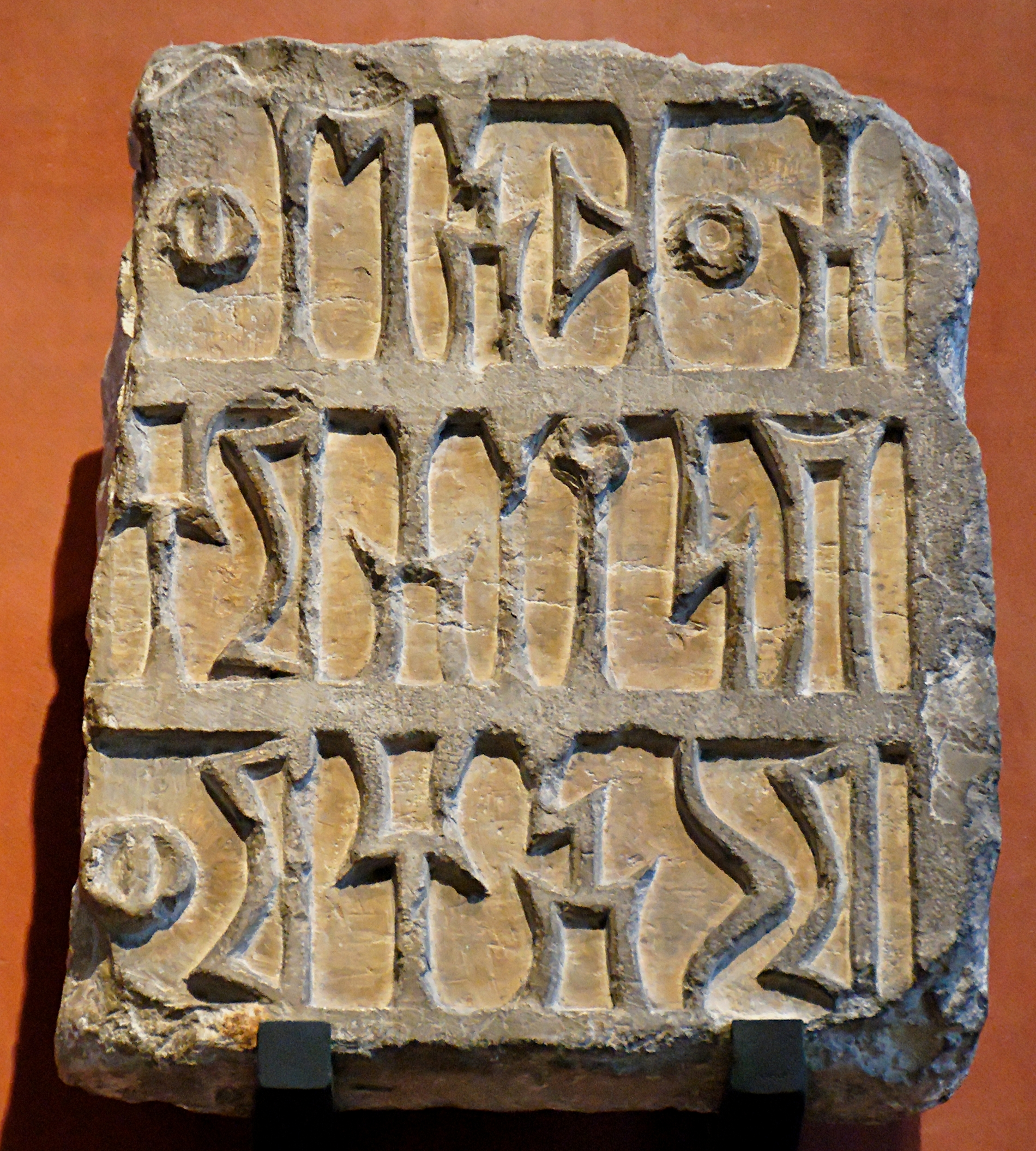
Una inscripción sudarábiga en una placa votiva sabea,

El alfabeto sudarábigo o  antiguo alfabeto árabe meridional, también conocido como «musnad (المُسند)» es un alfabeto de la Antigüedad que proviene del siglo IX a. C. Esta escritura fue usada para las antiguos lenguas sudarábigas: el sabeo, qatabanita, hadramita, mineo, así como para el himyarita y el proto-etíope en Damot. Los antiguos alfabetos norarábigos (ANA, árabe del norte antiguo) tradicionalmente se creen que provienen del sudarábigo, aunque para otros investigadores las dos ramas deben proceder de una escritura semítica del sur que preceda a ambos y sea su antecesor común.

## Historia
Las inscripciones más antiguas del alfabeto datan del siglo IX a. C., en Akkele Guzay, Eritrea y en el siglo VIII a. C., encontradas en Babilonia y Yemen. Su forma más madura se alcanzó cerca del año 500 a. C., y su uso continuó hasta el siglo VII d. C., incluyendo variantes del alfabeto provenientes del Antiguo Norte de Arabia, cuando fue desplazado por el Alfabeto arábigo. En Etiopía, evolucionó al alfabeto etíope o geez, el cual, con caracteres añadidos a lo largo de los siglos, se ha empleado para escribir el amhárico, el tigriña y el tigré, así como otros idiomas de la zona (incluyendo varios semíticos, cusitas y nilo-saharianos).

## Propiedades
- El alfabeto se escribe generalmente de derecha a izquierda, aunque a veces de izquierda a derecha y entonces los signos se voltean horizontalmente.
- La separación entre palabras se realiza mediante una barra vertical.
- No hay signos para las vocales, pero sí se señalan algunas con matres lectionis.
- Las letras en cada palabra no están conectadas entre sí, a diferencia de otras escrituras de la zona que tienen abundantes ligaduras.
- No implementa signos diacríticos (puntos, etc.), a diferencia del alfabeto árabe moderno.

## Letras
| 𐩠 | h      | h     | 𐪀 | ሀ | 𐤄 | 𐡄 | ه |
| 𐩡 | l      | l     | 𐪁 | ለ | 𐤋 | 𐡋 | ل |
| 𐩢 | ḥ      | ħ     | 𐪂 | ሐ | 𐤇 | 𐡇 | ح |
| 𐩣 | m      | m     | 𐪃 | መ | 𐤌 | 𐡌 | م |
| 𐩤 | q      | q     | 𐪄 | ቀ | 𐤒 | 𐡒 | ق |
| 𐩥 | w      | w, uː | 𐪅 | ወ | 𐤅 | 𐡅 | و |
| 𐩦 | s² (ś) | ɬ     | 𐪆 | ሠ | 𐤔 | 𐡔 | ش |
| 𐩧 | r      | r     | 𐪇 | ረ | 𐤓 | 𐡓 | ر |
| 𐩨 | b      | b     | 𐪈 | በ | 𐤁 | 𐡁 | ب |
| 𐩩 | t      | t     | 𐪉 | ተ | 𐤕 | 𐡕 | ت |
| 𐩪 | s¹ (š) | s     | 𐪊 | ሰ |   |   | س |
| 𐩫 | k      | k     | 𐪋 | ከ | 𐤊 | 𐡊 | ك |
| 𐩬 | n      | n     | 𐪌 | ነ | 𐤍 | 𐡍 | ن |
| 𐩭 | ḫ      | x     | 𐪍 | ኀ |   |   | خ |
| 𐩮 | ṣ      | sˤ    | 𐪎 | ጸ | 𐤑 | 𐡑 | ص |
| 𐩯 | s³ (s) | s̪     | 𐪏 |   | 𐤎 | 𐡎 |   |
| 𐩰 | f      | f     | 𐪐 | ፈ | 𐤐 | 𐡐 | ف |
| 𐩱 | ʾ      | ʔ     | 𐪑 | አ | 𐤀 | 𐡀 | ا |
| 𐩲 | ʿ      | ʕ     | 𐪒 | ዐ | 𐤏 | 𐡏 | ع |
| 𐩳 | ḍ      | ɬˤ    | 𐪓 | ፀ |   |   | ض |
| 𐩴 | g      | g     | 𐪔 | ገ | 𐤂 | 𐡂 | ج |
| 𐩵 | d      | d     | 𐪕 | ደ | 𐤃 | 𐡃 | د |
| 𐩶 | ġ      | ɣ     | 𐪖 |   |   |   | غ |
| 𐩷 | ṭ      | tˤ    | 𐪗 | ጠ | 𐤈 | 𐡈 | ط |
| 𐩸 | z      | z     | 𐪘 |   | 𐤆 | 𐡆 | ز |
| 𐩹 | ḏ      | ð     | 𐪙 | ዘ |   |   | ذ |
| 𐩺 | y      | j, iː | 𐪚 | የ | 𐤉 | 𐡉 | ي |
| 𐩻 | ṯ      | θ     | 𐪛 |   |   |   | ث |
| 𐩼 | ẓ      | θˤ    | 𐪜 |   |   |   | ظ |

### Transliteración
| (epigráfico) Antiguo abecedario árabe meridional | (epigráfico) Antiguo abecedario árabe meridional | (epigráfico) Antiguo abecedario árabe meridional | (epigráfico) Antiguo abecedario árabe meridional | (epigráfico) Antiguo abecedario árabe meridional | (epigráfico) Antiguo abecedario árabe meridional | (epigráfico) Antiguo abecedario árabe meridional | (epigráfico) Antiguo abecedario árabe meridional | (epigráfico) Antiguo abecedario árabe meridional | (epigráfico) Antiguo abecedario árabe meridional | (epigráfico) Antiguo abecedario árabe meridional | (epigráfico) Antiguo abecedario árabe meridional | (epigráfico) Antiguo abecedario árabe meridional | (epigráfico) Antiguo abecedario árabe meridional | (epigráfico) Antiguo abecedario árabe meridional | (epigráfico) Antiguo abecedario árabe meridional | (epigráfico) Antiguo abecedario árabe meridional | (epigráfico) Antiguo abecedario árabe meridional | (epigráfico) Antiguo abecedario árabe meridional | (epigráfico) Antiguo abecedario árabe meridional | (epigráfico) Antiguo abecedario árabe meridional | (epigráfico) Antiguo abecedario árabe meridional | (epigráfico) Antiguo abecedario árabe meridional | (epigráfico) Antiguo abecedario árabe meridional | (epigráfico) Antiguo abecedario árabe meridional | (epigráfico) Antiguo abecedario árabe meridional | (epigráfico) Antiguo abecedario árabe meridional | (epigráfico) Antiguo abecedario árabe meridional | (epigráfico) Antiguo abecedario árabe meridional | (epigráfico) Antiguo abecedario árabe meridional | (epigráfico) Antiguo abecedario árabe meridional | (epigráfico) Antiguo abecedario árabe meridional | (epigráfico) Antiguo abecedario árabe meridional |
| ------------------------------------------------ | ------------------------------------------------ | ------------------------------------------------ | ------------------------------------------------ | ------------------------------------------------ | ------------------------------------------------ | ------------------------------------------------ | ------------------------------------------------ | ------------------------------------------------ | ------------------------------------------------ | ------------------------------------------------ | ------------------------------------------------ | ------------------------------------------------ | ------------------------------------------------ | ------------------------------------------------ | ------------------------------------------------ | ------------------------------------------------ | ------------------------------------------------ | ------------------------------------------------ | ------------------------------------------------ | ------------------------------------------------ | ------------------------------------------------ | ------------------------------------------------ | ------------------------------------------------ | ------------------------------------------------ | ------------------------------------------------ | ------------------------------------------------ | ------------------------------------------------ | ------------------------------------------------ | ------------------------------------------------ | ------------------------------------------------ | ------------------------------------------------ | ------------------------------------------------ |
| Carácter Transcripción IPA                       | j [h]                                            | l [l]                                            | ḥ [ħ]                                            | m [m]                                            | q [q]                                            | w [w]                                            | s2 [ɬ]                                           | r [r]                                            | b [b]                                            | t [t]                                            | s1 [s]                                           | k [k]                                            | n [n]                                            | ḫ [x]                                            | s3 [s̪]                                           | f [f]                                            | ʾ [ʔ]                                            | ʿ [ʕ]                                            | ḍ [ɬʼ]                                           | g [g]                                            | d [d]                                            | ġ [ɣ]                                            | ṭ [tʼ]                                           | z [z]                                            | ḏ [ð]                                            | y [j]                                            | ṯ [θ]                                            | ṣ [tˢʼ]                                          | ẓ [θʼ]                                           |                                                  |                                                  |                                                  |
| Otras transcripciones                            | Otras transcripciones                            | Otras transcripciones                            | Otras transcripciones                            | Otras transcripciones                            | Otras transcripciones                            | Otras transcripciones                            | ś,š                                              |                                                  |                                                  |                                                  | š,s                                              |                                                  |                                                  |                                                  | s,ś                                              |                                                  |                                                  |                                                  |                                                  |                                                  |                                                  |                                                  |                                                  |                                                  |                                                  |                                                  |                                                  |                                                  |                                                  |                                                  |                                                  |                                                  |

| Carácter Transcripción IPA | r [r]   | ʿ [ʕ]   | w [w]   | q [q]   | y [j]   | ṯ [θ]   | ṣ [tˢʼ] | ẓ [θʼ]  | h [h] | ḥ [ħ] | ḫ [x] | ʾ [ʔ] | s1 [s] | k [k] | ġ [ɣ] | b [b] | n [n]    | g [g]    | l [l]    | m [m]    | s2 [ɬ]   | s3 [s̪]   | t [t]    | f [f]    | z [z]    | d [d]    | ḏ [ð] | ḍ [ɬʼ] | ṭ [tʼ] |
|                            | Círculo | Círculo | Círculo | Círculo | Círculo | Círculo | Círculo | Círculo | Y     | Y     | Y     | Π     | Π      | Π     | Π     | Π     | Vertical | Vertical | Vertical | Diagonal | Diagonal | Diagonal | Diagonal | Diagonal | Diagonal | Diagonal | Caja  | Caja   | Caja   |

## Cursivo

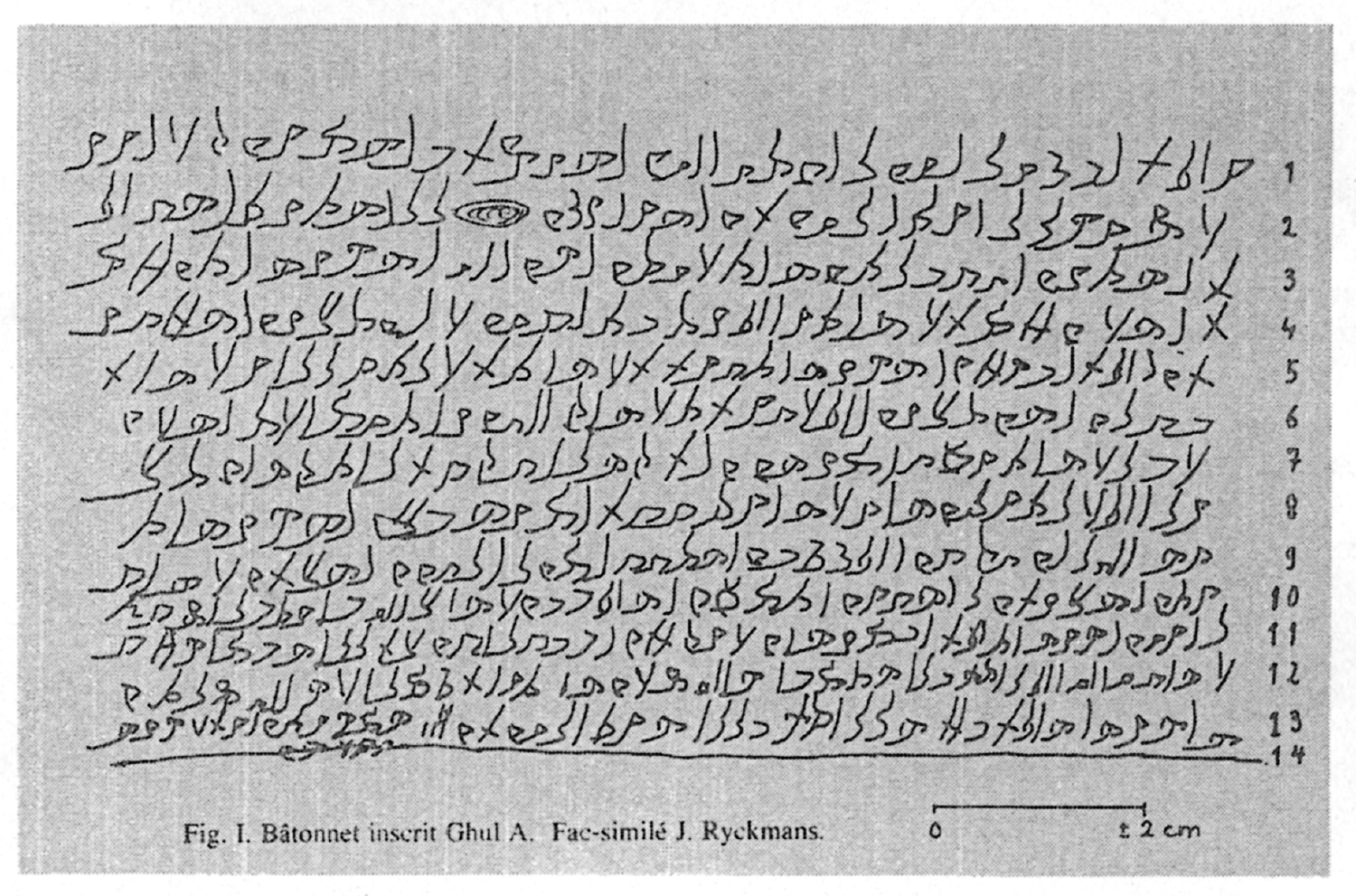
Inscripción sobre madera proveniente del sitio llamado Ns²n, hoy as-Sawdāʾ (Jawf)

Una escritura altamente cursiva, la zabur — también conocida como "minúsculas sudarábigas"— era utilizada por los antiguos sabeos yemeníes para los documentos y transacciones diarios escribiendo con palitos de madera mojados en tinta sobre papiro y hojas de palmera, mientras las monumentales letras musnad se reservaban para la piedra tallada, exhibidas debajo.